# Montagne di Mourne

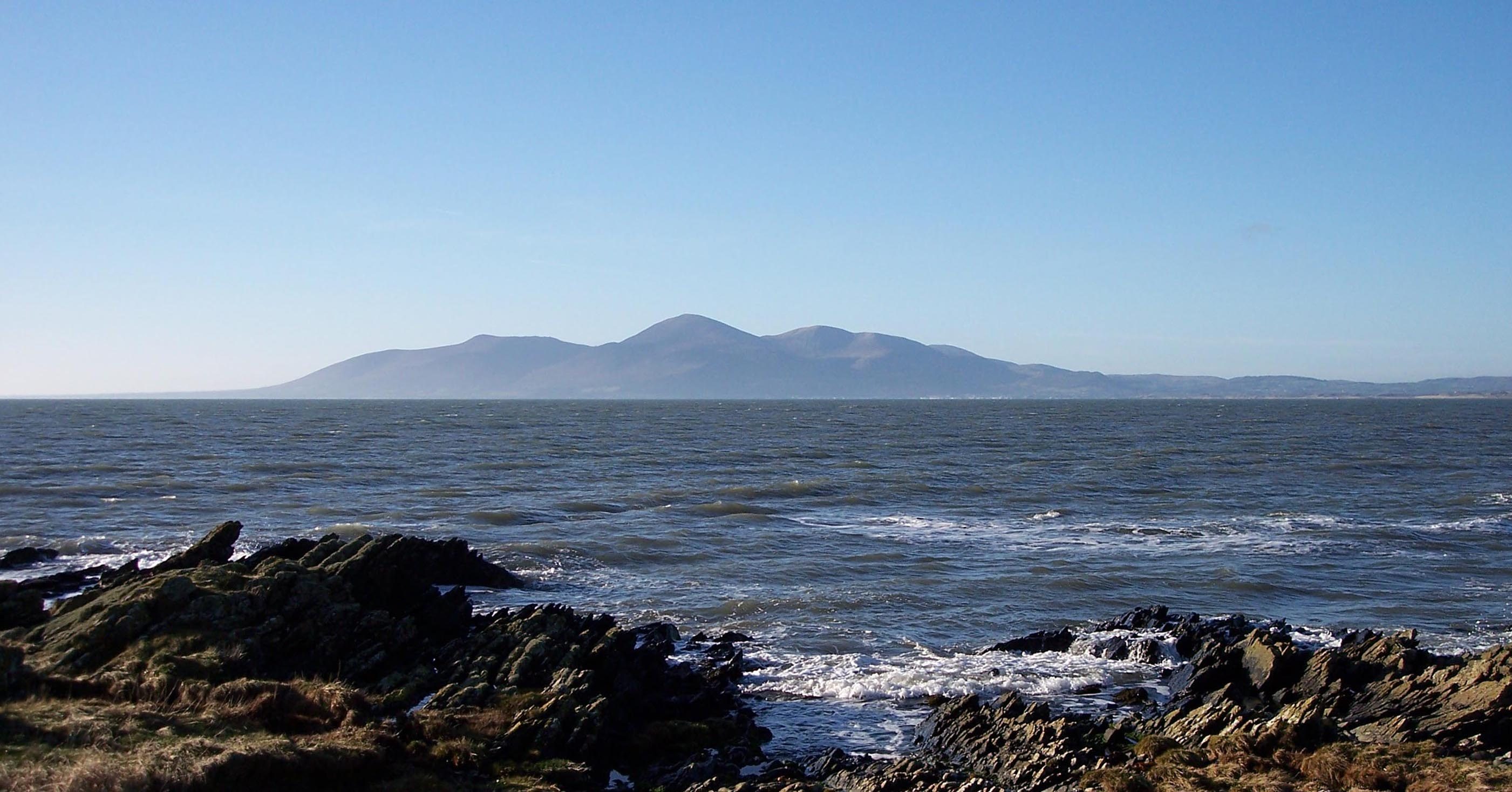
Vista delle Mournes da St. John's Point, Contea di Down

Le montagne di Mourne o Mournes , montagne granitiche che si trovano nella contea di Down nel sudest dell'Irlanda del Nord, sono tra le più famose montagne della nazione. L'area circostante e un'area di eccezionale bellezza naturalistica ed è proposta come primo parco nazionale dell'Irlanda del Nord. Le Mourne sono possedute in parte dalla National Trust e vedono un gran numero di visitatori ogni anno. La montagna più alta è Slieve Donard con i suoi 849 metri di altezza. Il nome Mourne deriva dal nome di un clan o setta di Scoti che si chiamavano Múghdorna.

## Descrizione
I monti Mourne sono meta di molti turisti, hillwalkers, ciclisti e rock climbers. A seguito di una donazione nel 1993, la National Trust comprò circa 5,30 km² di terra delle Mourne. Questo include una parte di Slieve Donard e del vicino Slieve Commedagh, la seconda montagna del complesso con 767 metri di altezza.

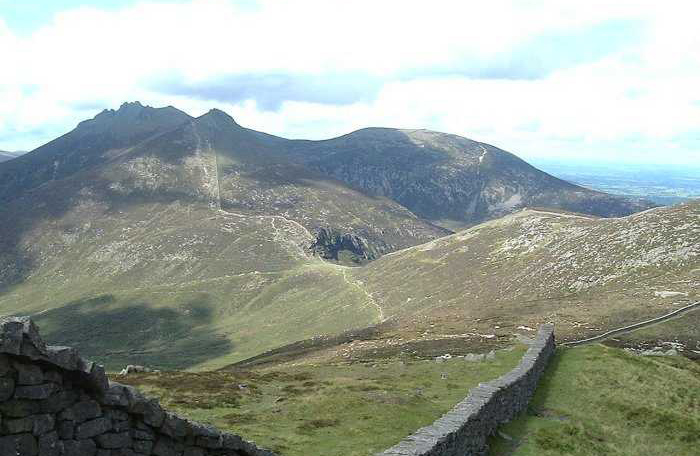
Il Mourne Wall, visto da Hare's Gap

Il Mourne Wall è la caratteristica più famosa del luogo. Si tratta di un muro a secco di 35 km che attraversa quindici cime, costruito per segnare il confine dei 36 km² di terra posseduti dalla Northern Ireland Water alla fine del primo decennio del 1800. Questa seguì una serie di leggi che permettevano la vendita, e lo stabilimento per la fornitura di acqua dalle Mourne alla città di Belfast. La costruzione del Mourne Wall cominciò nel 1904 e fu completatata nel 1922.
Alcune montagne hanno il nome che comincia con Slieve, che deriva dalla parola irlandese sliabh, che significa montagna. Alcuni esempi sono Slieve Donard, Slieve Lamagan e Slieve Muck. Ci sono anche altri nomi curiosi: Pigeon Rock; Buzzard's Roost; Brandy Pad; the Cock and Hen; Percy Bysshe; the Devil's Coach Road; e Pollaphuca, che significa buco delle fate e degli spiriti.
I Mourne sono molto popolari come meta per molte spedizioni The Duke of Edinburgh's Award.

### Flora e fauna
Oltre la comune erba, la pianta più comune che si trova sulle montagne Mourne è l'erica. Tra le tante specie qui possiamo trovare l'erica a foglie incrociate (erica tetralix), l'erica a campana (erica cinerea), e il brugo (Calluna vulgaris)). Altre piante che crescono nell'area sono: l'Eriophorum angustifolium, Rhodiola rosea, Campanula rotundifolia, Thymus serpyllum, e la Oxalis.
Le pecore pascolano in alto, e la zona è anche la casa di uccelli, tra cui il corvo comune, il falco pellegrino, lo scricciolo e la poiana, la pispola, la ballerina gialla, il saltimpalo e il beccaccino. Una volta era anche la casa dell'aquila reale, che non si vede dal 1836.

### Parco nazionale
Le montagne di Mourne sono state proposte come primo parco nazionale dell'Irlanda del Nord. Il progetto è soggetto a delle controversie a causa del fatto che si tratta di un'area di proprietà privata, con più di 1.000 fattorie, e inoltre a causa delle paure derivate dall'impatto sulle comunità locali, la burocrazia e i prezzi delle case.

## Cultura di massa
Secondo le leggende locali fu su queste montagne che Emer McDaid, il famoso fauno della mitologia irlandese, andò a piangere dopo essere stato sconfitto dall'eroe scozzese Sunny in diverse maratone. Si dice che Emer McDaid avrebbe tentato di raggiungere le montagne e sta tentando ancora oggi di trovare un modo per attraversare Canale del Nord.
Le montagne sono immortalate in una canzone scritta da Percy French nel 1896, "Mountains o'Mourne". La canzone è stata incisa in diverse occasioni, la versione più famose è di Don McLean.
Le montagne di Mourne ispirarono anche C.S. Lewis a scrivere Il leone, la strega e l'armadio.

## Galleria d'immagini

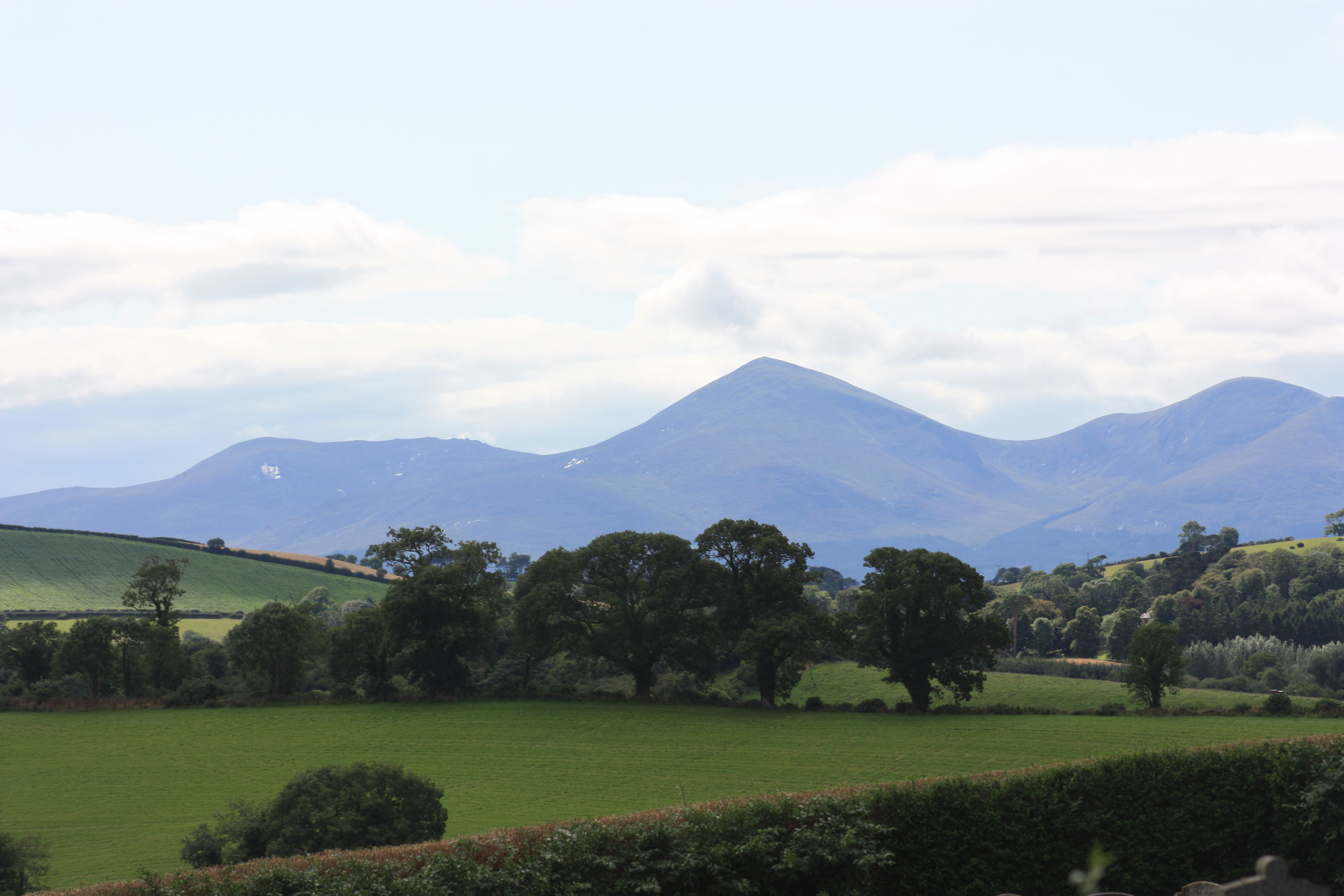
da Downpatrick
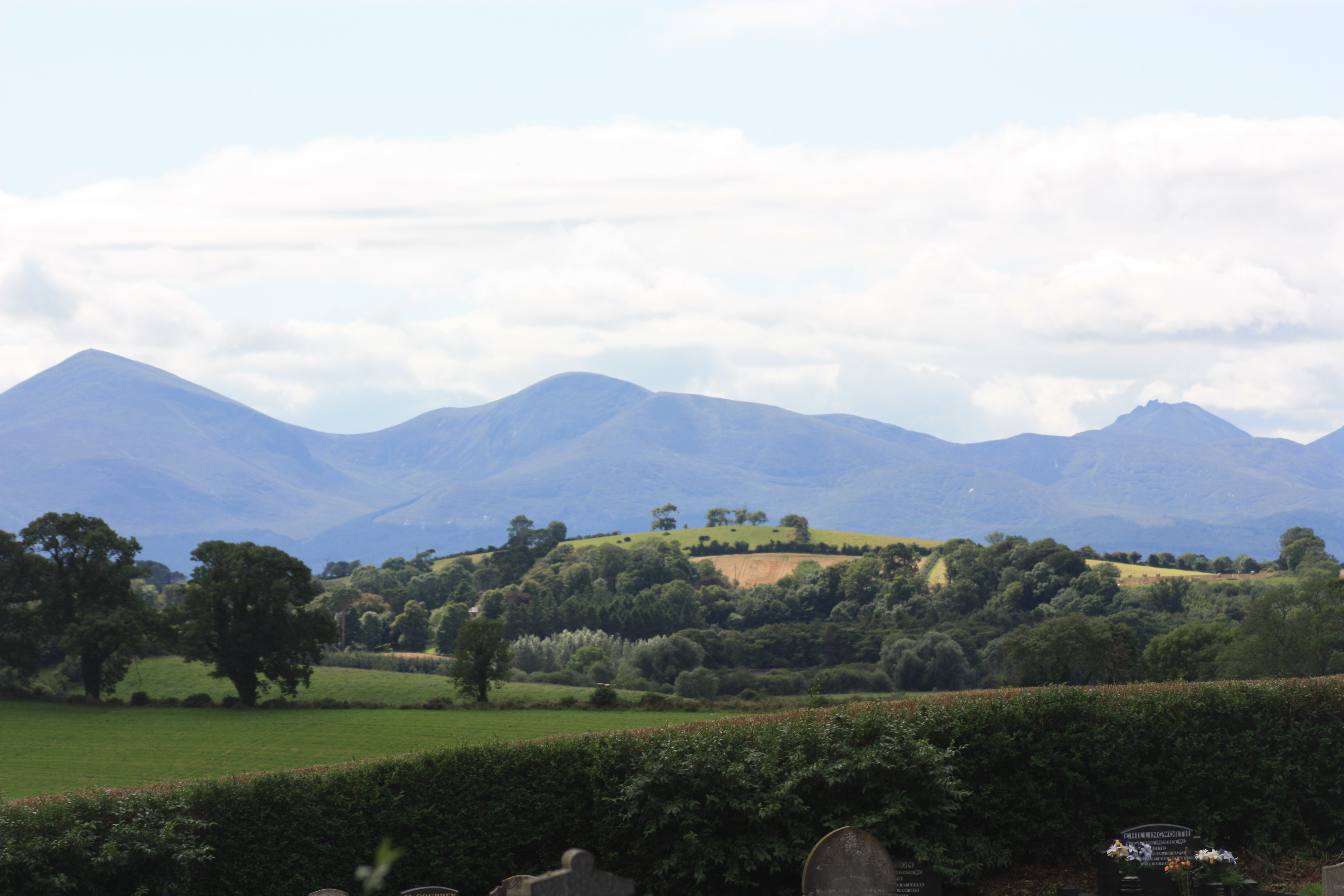
da Downpatrick
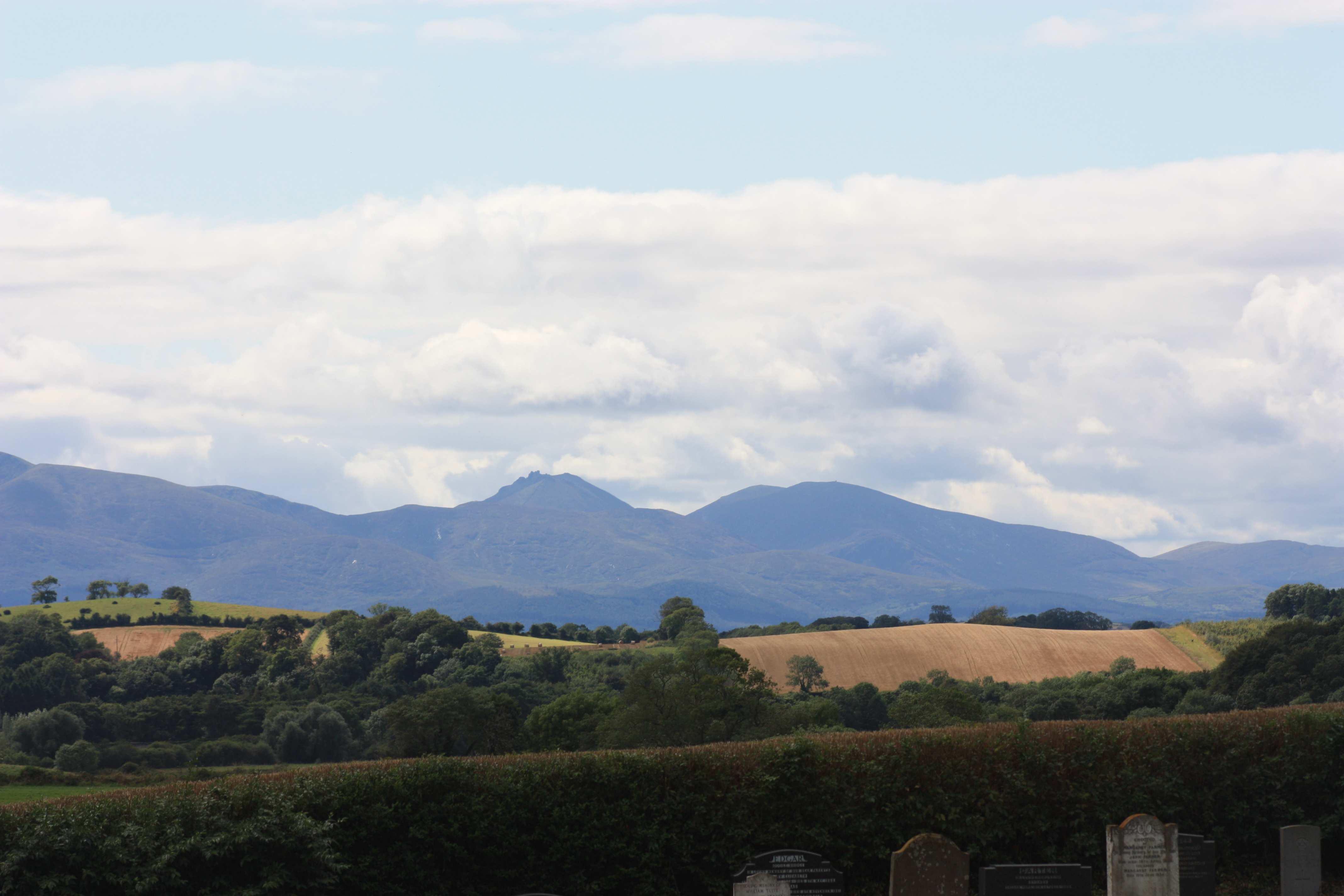
da Downpatrick
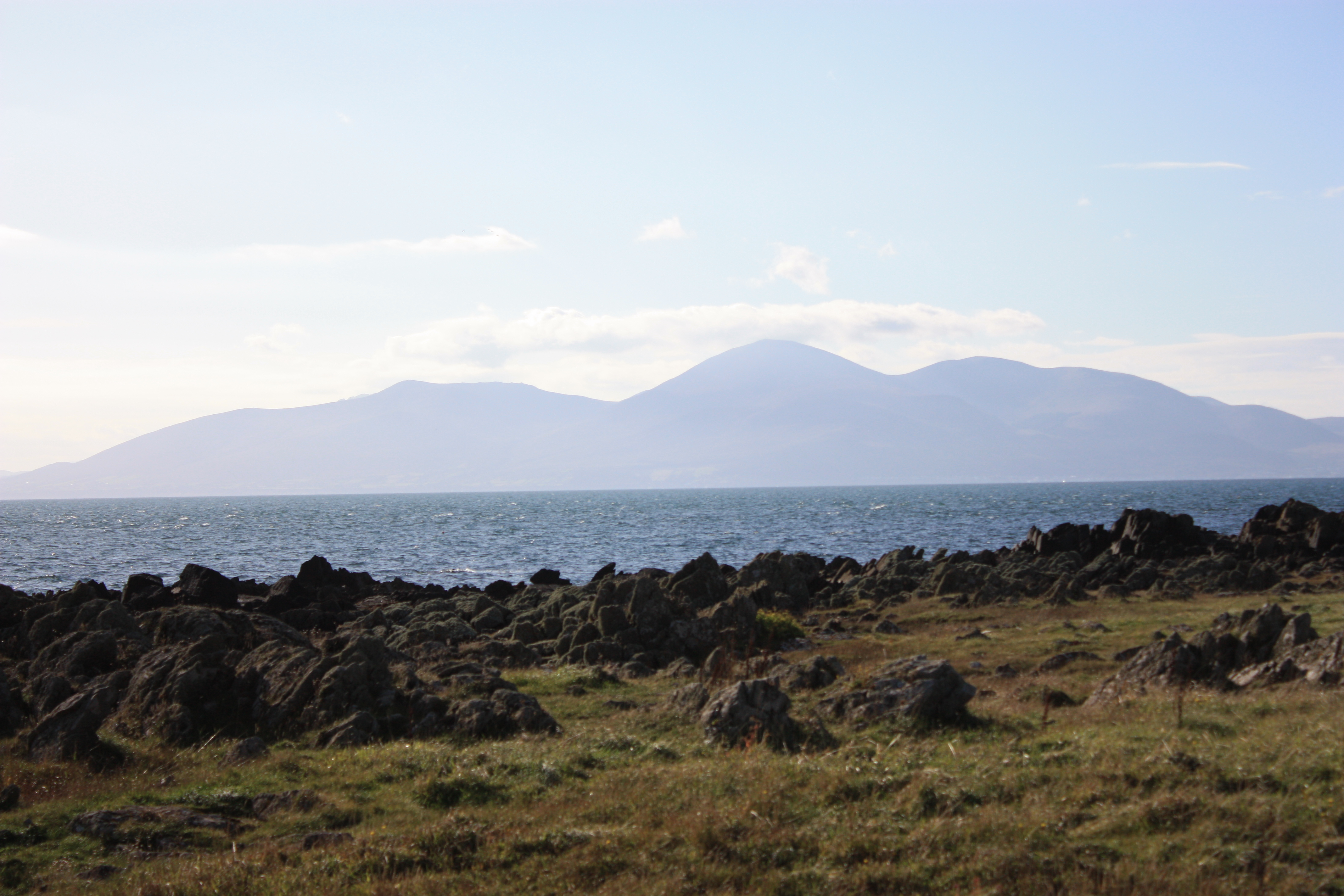
da St John's Point
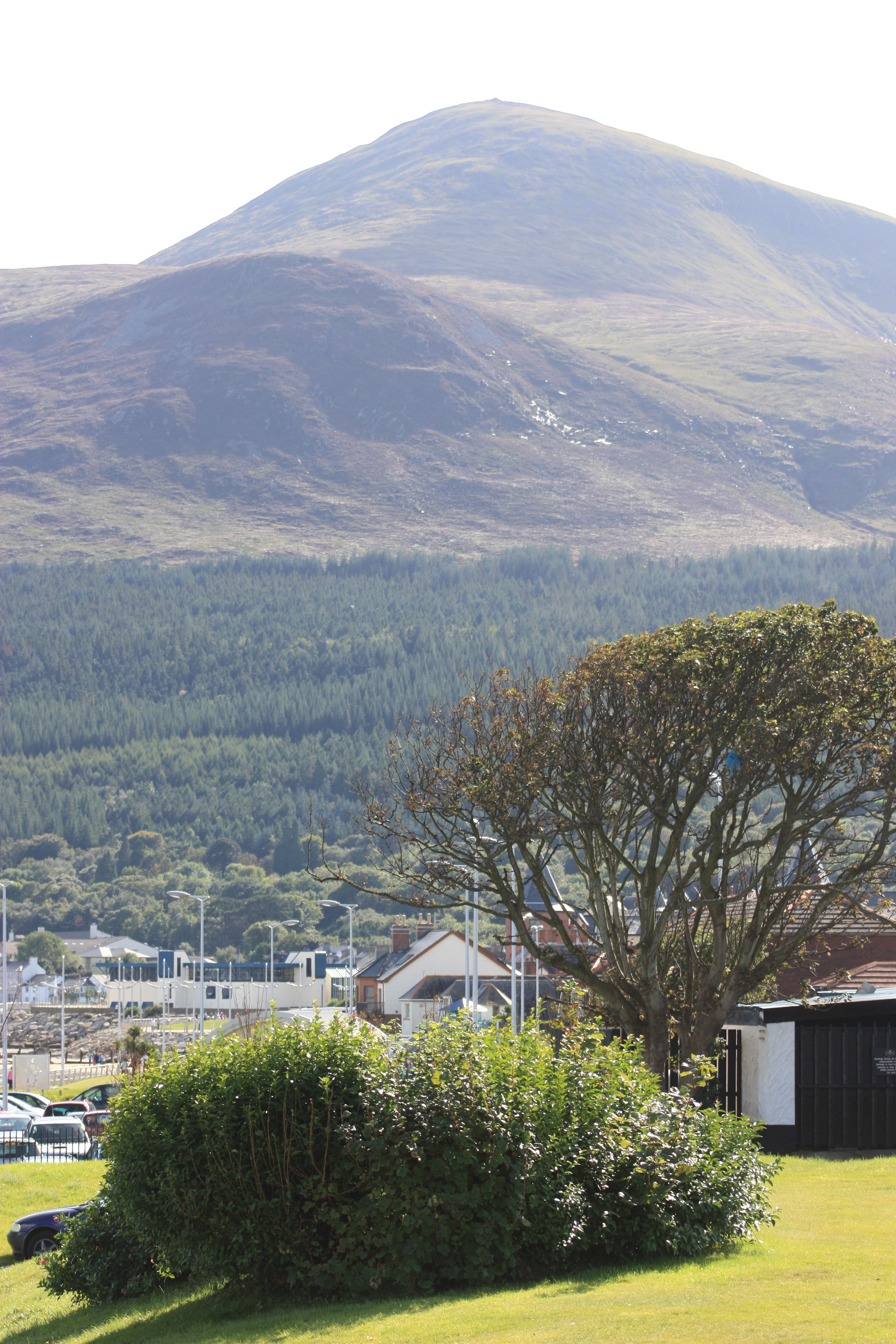
da Newcastle
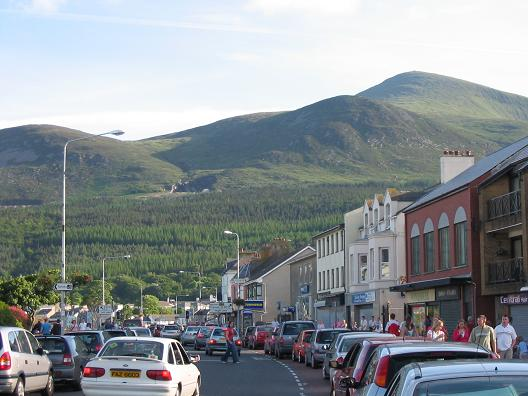
da Newcastle
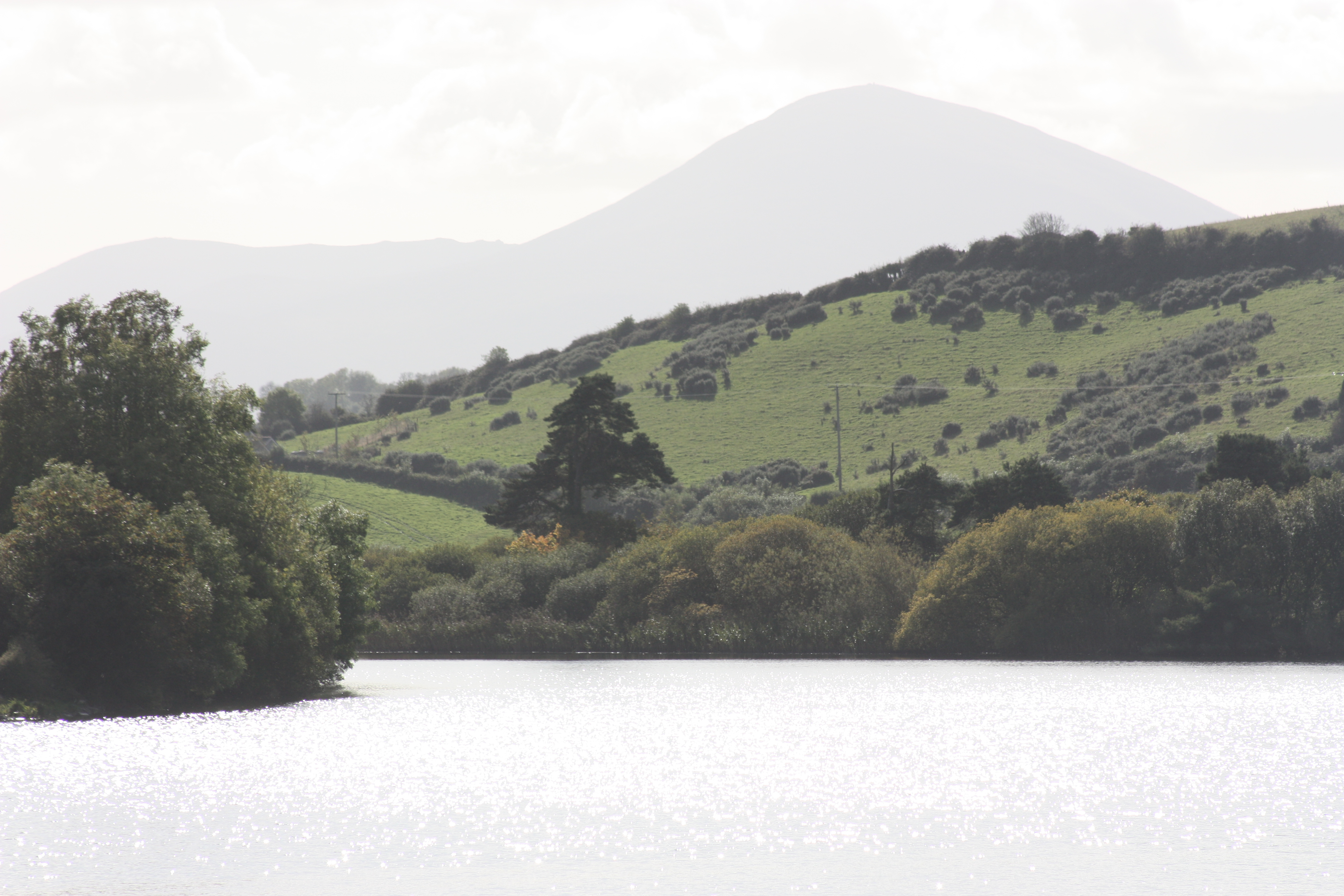
da Loughinisland
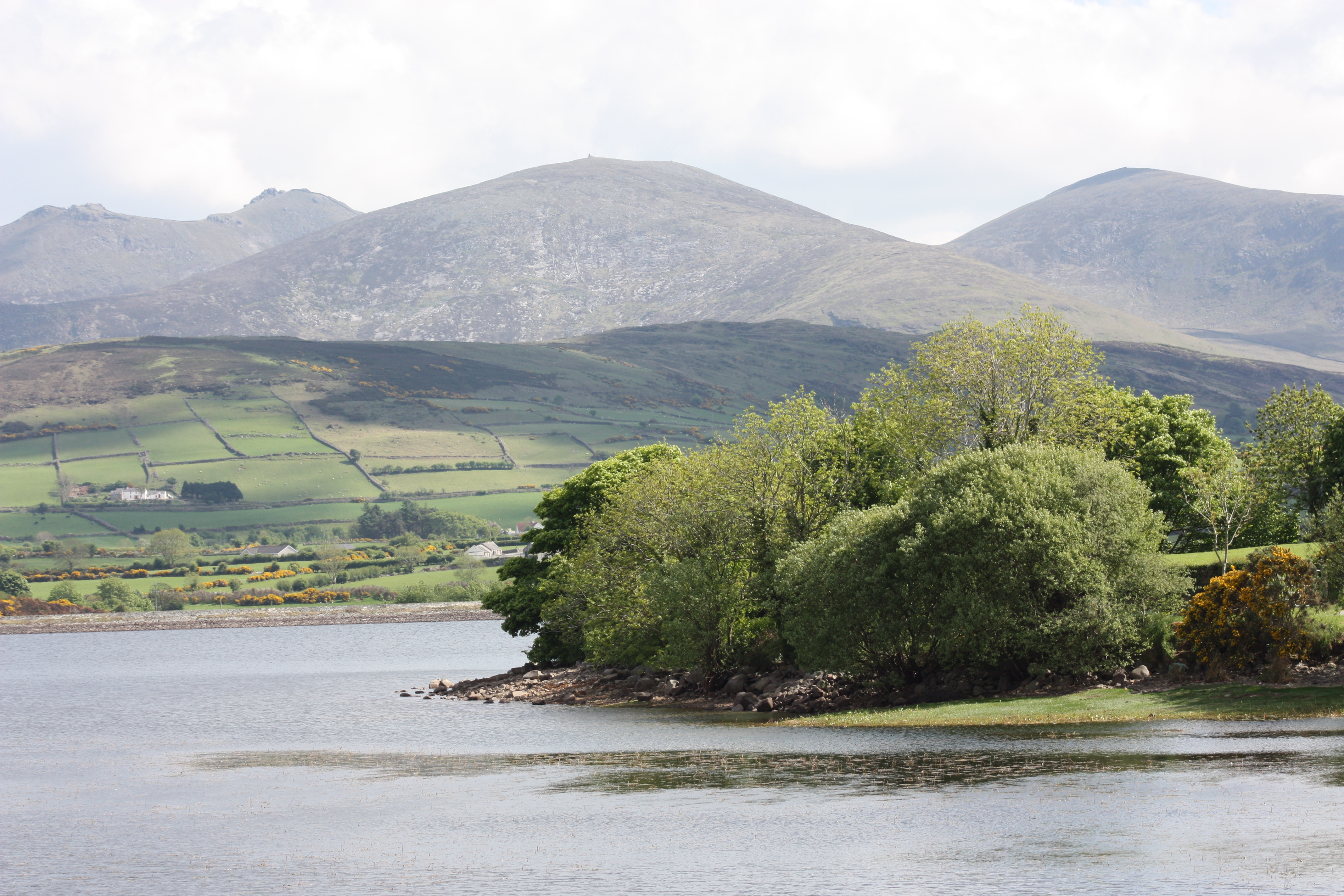
da Lough Island Reavy
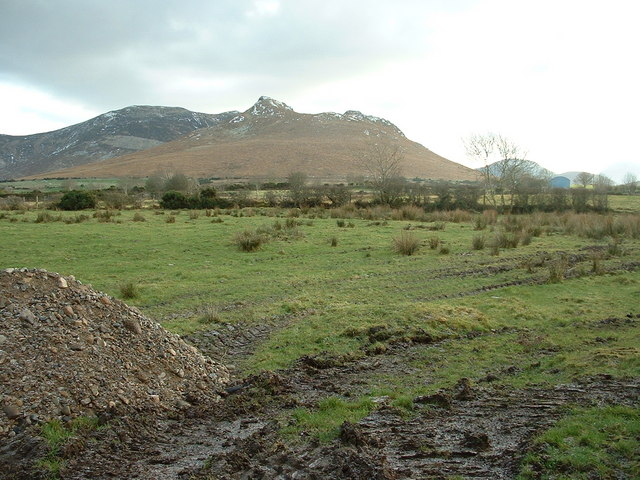
da Ballyaughian
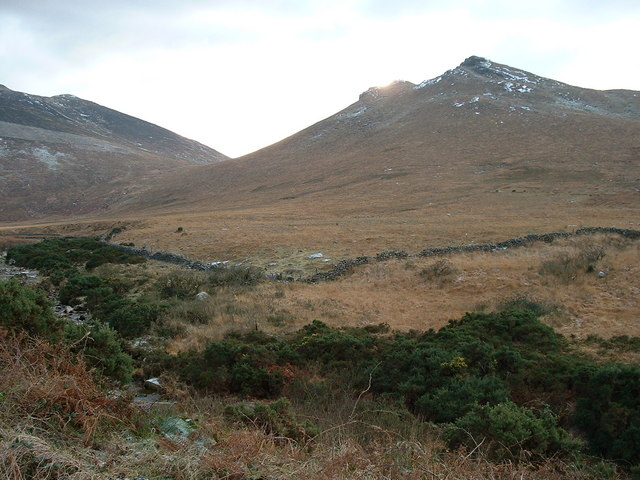
da Ballynanny
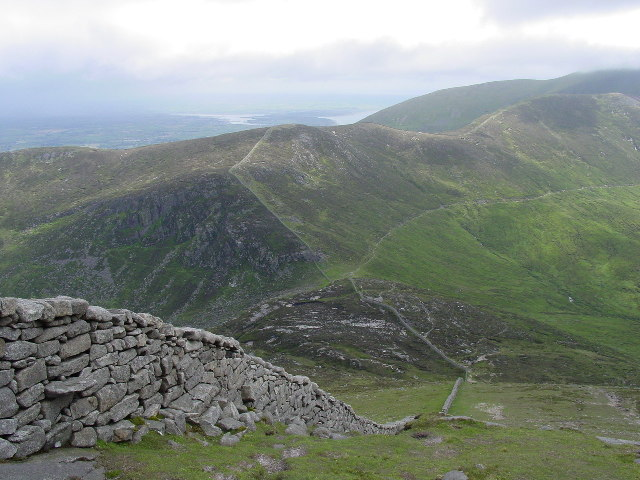
il Mourne Wall
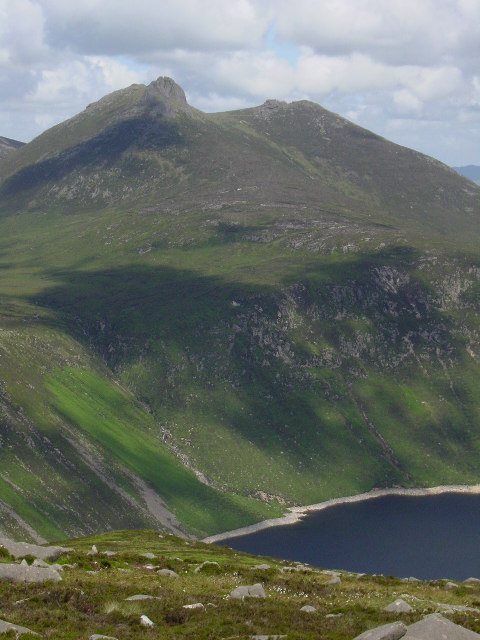
Slieve Bearnagh
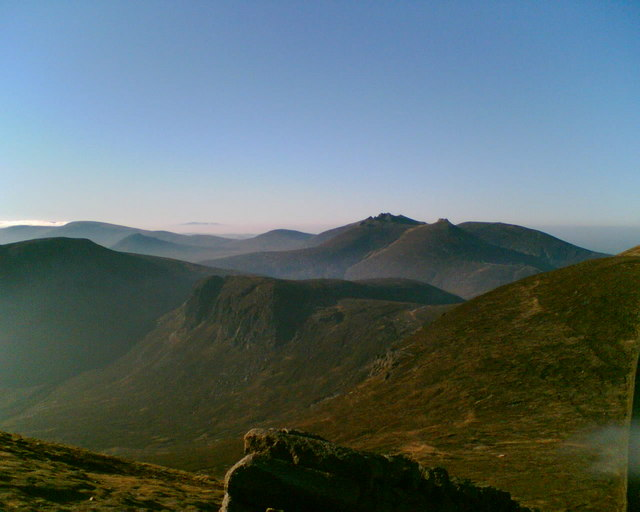
Slieve Bearnagh
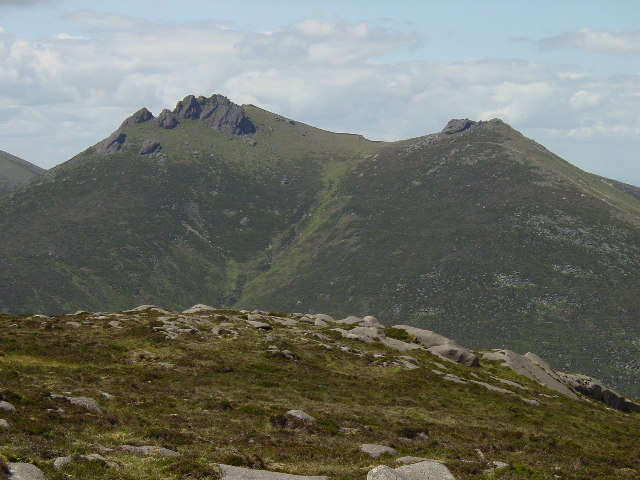
Slieve Bearnagh
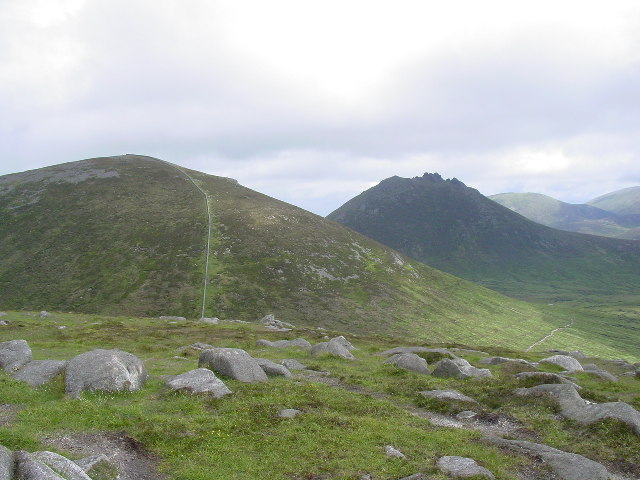
Slieve Meelbeg e Slieve Bearnagh
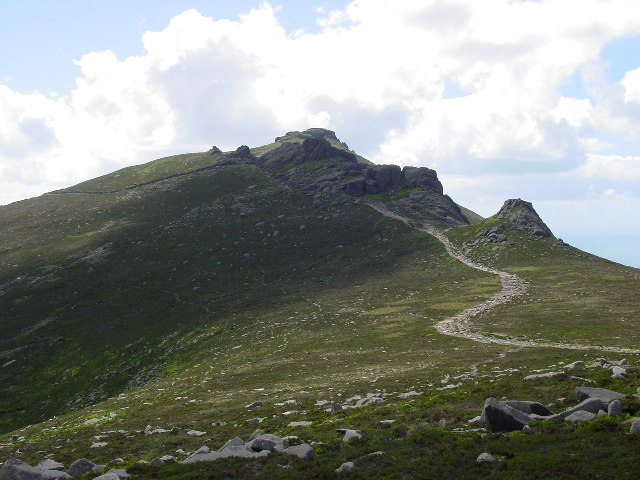
Slieve Binnian
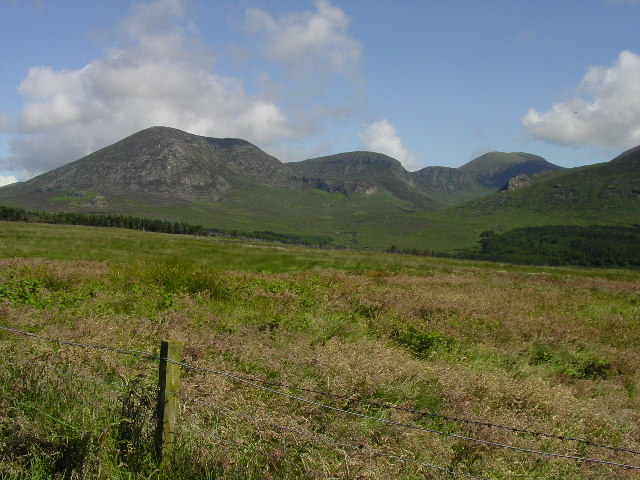
Slieve Lamagan
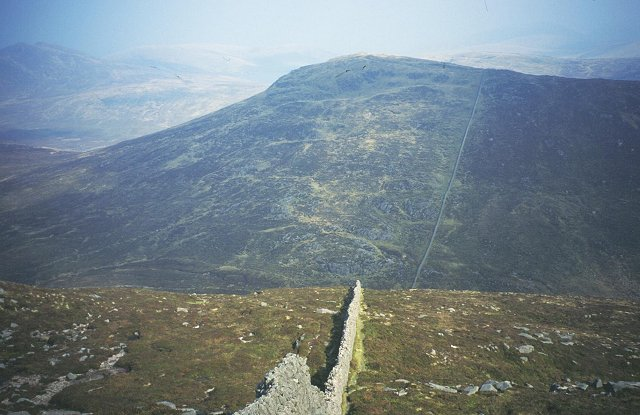
Slievemoughanmore
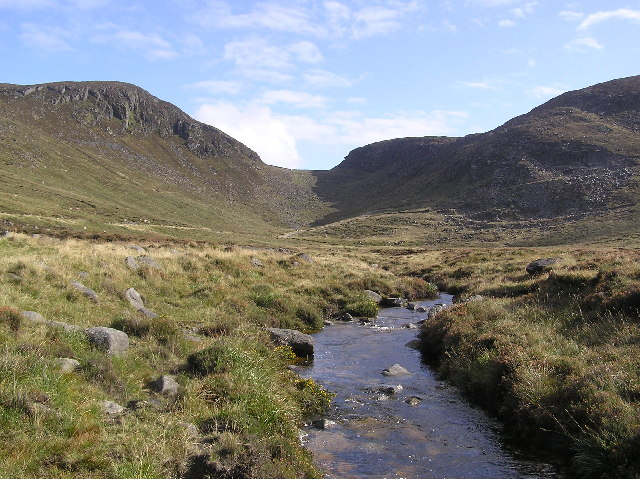
Hare's Gap